# Probiotyk
Probiotyki (gr. pro bios – dla życia), czynnościowa żywność – podawane doustnie wyselekcjonowane kultury bakteryjne lub drożdży, najczęściej bakterie kwasu mlekowego (Lactobacillus), których zadaniem jest korzystne dla zdrowia działanie w przewodzie pokarmowym, poprzez immunomodulację oraz zachowywanie prawidłowej flory fizjologicznej. W większości przypadków korzystne oddziaływania probiotyków dotyczą wyłącznie warunków in vitro. Zaproponowano, że jeżeli wpływ drobnoustrojów na leczenie choroby został zbadany naukowo i ma dowiedzioną skuteczność, należy używać nazwy czynnik bioleczniczy.
Według definicji FAO/WHO probiotyki to „żywe drobnoustroje, które podane w odpowiedniej ilości wywierają korzystny wpływ na zdrowie gospodarza”.

## Historia probiotyków
Dobroczynny wpływ na zdrowie człowieka bakterii fermentujących mleko znany był już w starożytności. Zjawiskiem probiozy i interakcji między bakteriami zainteresowali się Pasteur i Jaubert, którzy w roku 1877 opisali występowanie antagonizmu między wybranymi szczepami bakteryjnymi. W 1907 Ilja Miecznikow, rosyjski mikrobiolog, laureat nagrody Nobla z medycyny w 1908 wskazał, że spożywanie jogurtów i kefirów korzystnie wpływa na zdrowie dzięki zawartym w nich bakteriom fermentacji mlekowej, oraz że wysoka koncentracja Lactobacillus sp. w jelicie ma istotny wpływ na zdrowie i długowieczność człowieka, a także może być stosowana jako metoda bakteryjnej terapii zastępczej. Możliwości te nie zostały wykorzystane, gdyż nastała era chemioterapeutyków i antybiotyków.
Czytelnik, który posiada małą wiedzę w tej dziedzinie, może być zdziwiony moimi zaleceniami, aby spożywać duże ilości bakterii ponieważ ogólnie panuje przekonanie, że są one szkodliwe. Ta opinia jest błędna. Istnieje wiele dobroczynnych bakterii, wśród których pałeczki kwasu mlekowego zajmują poczesne miejsce.
Ilja Miecznikow
Termin „probiotyk” wprowadzili w 1965 r. Lilly oraz Stillwell, określając w ten sposób substancję lub organizm, który wpływa na równowagę mikroflory jelitowej. Fuller (1989), dostrzegając korzyści ze stosowania mikroorganizmów, wprowadził definicję probiotyku – żywe mikrobiologiczne dodatki żywieniowe, korzystnie działające na organizm gospodarza poprzez poprawę równowagi mikroflory jelitowej. Aktualnie koncepcja probiotyku zakłada wprowadzenie do diety żywych bakterii w takiej formie, żeby przetrwały w żołądku, dwunastnicy i były aktywne w okrężnicy. Według Fullera probiotyk powinien spełniać następujące warunki:
- pochodzenie od człowieka;
- odporność na niskie pH żołądka oraz enzymów i kwasów żółciowych w dwunastnicy;
- zdolność do przeżycia i aktywności metabolicznej w środowisku jelita grubego;
- zdolność adherencji do komórek nabłonka jelitowego i trwałej lub przejściowej kolonizacji przewodu pokarmowego;
- korzystne działanie na organizm gospodarza;
- trwałość i żywotność w czasie przechowywania oraz w środowisku dla niego niekorzystnym (np. w przewodzie pokarmowym: niskie pH, enzymy trawienne, czynniki hamujące wzrost lub zdolności adhezyjne)[2].

W 2001 r. Schrezenmeir i De Vrese zaproponowali, by probiotykiem nazwać „produkt zawierający wystarczającą ilość mikroorganizmów, które zmieniają mikroflorę (przez implantację lub kolonizację) w określonych segmentach organizmu gospodarza i w ten sposób wywierają korzystny wpływ na jego zdrowie”

## Organizmy probiotyczne

### Bakterie probiotyczne
Lactobacillus casei Shirota odkryty w 1935 r. przez dr. Shirota jest stosowany do skrócenia czasu trwania i złagodzenia objawów biegunek rotawirusowych u dzieci. Posiada również zdolności antykancerogenne.
Lactobacillus casei DN-114 001 jest skuteczny w przeciwdziałaniu ostrym biegunkom u dzieci, ma dobroczynny wpływ na naturalne mechanizmy obronne organizmu.
Lactobacillus plantarum – stosowany w biegunkach infekcyjnych, stanach zapalnych przewodu pokarmowego oraz nieswoistych zapaleniach jelit. Cechą charakterystyczną L. plantarum jest zdolność katabolizmu argininy z wytwarzaniem tlenku azotu, który hamuje wzrost innych bakterii, reguluje wydzielanie śluzu w przewodzie pokarmowym, reguluje ukrwienie i perystaltykę jelit oraz stymuluje jelitowy układ immunologiczny.
Lactobacillus rhamnosus (Lactobacillus GG) – stosowany w biegunkach infekcyjnych, skraca czas przebiegu ostrych biegunek rotawirusowych u dzieci, z powodzeniem stosowany w biegunkach poantybiotykowych, biegunkach podróżnych i biegunkach wywołanych zakażeniem Clostridium difficile. Obniża aktywność β-glukuronidazy, nitroreduktazy oraz hydrolazy – ma to znaczenie antynowotworowe, pełni ochronną rolę w alergii atopowej, gdyż promuje różnicowanie, rozwój oraz aktywację limfocytów Th1 poprzez przywracanie równowagi między Th1 i Th2, działa łagodząco w chorobie Leśniowskiego – Crohna i colitis ulcerosa.
Podawanie tego probiotyku kobiecie ciężarnej na 4 tygodnie przed porodem, a następnie przez 6 miesięcy u noworodka, w znacznym stopniu obniża pojawianie się chorób alergicznych, przede wszystkim atopowego zapalenia skóry, oraz alergii na mleko krowie.

### Drożdże probiotyczne
Saccharomyces boulardii – jest wrażliwy na kwas solny oraz zmiany pH, nie jest wrażliwy na procesy trawienne. Po podaniu występuje w całym przewodzie pokarmowym, po zaprzestaniu podawania w ciągu 2-5 dni jest nieobecny w kale, posiada odporność antybiotykową (wrażliwy na antybiotyki przeciwgrzybicze). Hamuje wzrost wielu patogennych drobnoustrojów, przez co zmniejsza nasilenie infekcji, ma wpływ na wiązanie toksyn bakteryjnych z receptorami jelitowymi, ma działanie immunoprotekcyjne – wpływa na wydzielanie sIgA. Stosuje się w zapobieganiu biegunkom poantybiotykowym, w biegunce podróżnych, w biegunkach przewlekłych w AIDS, w biegunkach wywołanych Clostridium difficile, Giardia lamblia, Shigella oraz nieswoistych zapaleniach jelit.

## Wpływ na zdrowie
Korzyści, które ustalono w oparciu o dowody naukowe:
- Interferencja z patogenami – zapobieganie zakażeniom jelitowym – hamowanie rozwoju patogennych mikroorganizmów poprzez wytwarzanie kwasów organicznych, nadtlenku wodoru, bakteriocyn, kompetetywne hamowanie adhezji do nabłonka jelitowego innych drobnoustrojów, głównie patogennych, oraz wykorzystywanie składników pokarmowych niezbędnych do wzrostu i rozwoju innych drobnoustrojów (patogennych)[2] Antybakteryjny wpływ kwasów organicznych przejawia się obniżeniem pH poza zakres optymalny dla patogenów. Badając wpływ kwasów organicznych produkowanych przez Lactobacillus casei na patogeny E. coli wykazano, że partycypują one w wytworzeniu ochronnej bariery przewodu pokarmowego poprzez obniżenie pH hamując tym samym adhezję patogennych mikroorganizmów. Kwas piroglutaminowy, produkt metabolizmu bakterii fermentacji mlekowej działa hamująco na rozwój bakterii Gram-, szczególnie na Pseudomonas i Enterobacter. Bakterie Lactobacillus lactis i L. bulgaricus produkują nadtlenek wodoru w ilości 5-10 ppm, który hamuje wzrost Staphylococcus aureus. Rodniki hydroksylowe są bardziej aktywne i toksyczne od krótkołańcuchowych kwasów organicznych[4]. Nadtlenek wodoru hamuje rozwój patogenów które nie syntetyzują enzymów: peroksydaza, katalaza, dysmutaza ponadtlenkowa, które zabezpieczają przed utlenianiem mostków disiarczkowych w białkach[11]. Bakteriocyny wytwarzane przez bakterie kwasu mlekowego to przede wszystkim nizyna, która wykazuje bakteriobójcze działanie w stosunku do bakterii Gram+ oraz hamuje kiełkowanie zarodników Clostridium i Bacillus[4]. Bakteriocyny wytwarzane przez bakterie fermentacji mlekowej: acidolina, acidofilina, lactacyna, lactocydyna, reuteryna, laktolina i enterocyna. Substancje te wykazują wysoką aktywność antybakteryjną w stosunku do : E. coli, Salmonella typhimurium, Staphylococcus aureus, Clostridium perfringens, Bacillus sp., Listeria sp., Klebsiella sp., Proteus sp.[11]
  - ostre zakażenia bakteryjne (biegunka podróżnych)[potrzebny przypis]
  - zakażenia wirusowe (rotawirusy)

Ponadto wykazano, że zastosowanie szczepów probiotycznych, takich jak L. acidophilus oraz L. johnsonii podczas terapii antybiotykowej łagodzi objawy zakażenia wywołanego przez Helicobater pylori.
- Immunomodulacja, immunostymulacja – wzmacnianie fagocytozy, zwiększanie aktywności makrofagów i limfocytów, zwiększanie syntezy i aktywności przeciwciał klasy sIgA w przewodzie pokarmowym, promowanie różnicowania się i rozwoju linii komórek Th1 i przywracanie równowagi między Th1 i Th2, produkcja substancji cytoprotekcyjnych i peptydów czynnościowych[2][13]
- Złagodzenie objawów nietolerancji laktozy – U wielu osób występuje zespół nietolerancji laktozy – cukru mlecznego, co jest wynikiem braku enzymu laktazy. Nagromadzenie nie metabolizowanej laktozy skutkuje dolegliwościami żołądkowo-jelitowymi. Nie jest wskazana całkowita eliminacja tego cukru z diety, gdyż bierze on udział we wchłanianiu wapnia. Podawanie probiotyków zmniejsza ten problem, gdyż wytwarzają one enzym β-galaktozydazę rozkładającą laktozę[5].
- Poprawa zaburzeń flory jelitowej
  - biegunka poantybiotykowa
  - przerosty bakteryjne[14]
- Potencjalny wpływ antykancerogenny na raka jelita grubego – probiotyki ograniczają rozwój bakterii produkujących fekalne enzymy prokancerogenne: glukuronidaza, nitroreduktaza. Działanie supresyjne prawdopodobnie polega również na wytwarzaniu substancji antykancerogennych: chromocyna A3, sarkomycyna, neokarcinomycyna oraz na rozkładzie substancji prokancerogennych: azobarwników, aflatoksyn, nitrozoaminy, oraz azotynów[15]. Pełny mechanizm działania antykancerogennego nie jest jeszcze do końca jasny[16]. Na chwilę obecną dowody na działania antykancerogenne u ludzi są ciągle zbyt małe[17].
- poprawę profilu lipidowego u osób z wysokim poziomem cholesterolu (hipercholesterolemia) – niektóre szczepy Lactobacillus acidophilus wykazują właściwości antycholestrolowe, mogą absorbować cholesterol w obecności kwasów żółciowych. Szczepy te wykazują również zdolność rozkładu kwasu taurocholowego i glikocholowego w warunkach beztlenowych, w ten sposób zmniejszają absorpcję tłuszczu z przewodu pokarmowego, co w efekcie obniża poziom cholesterolu we krwi[4].
- zapobieganie nawrotom infekcji grzybiczych i bakteryjnych pochwy[potrzebny przypis]

### Mechanizm działania
- działanie poprzez GALT – tkanka limfatyczna przewodu pokarmowego
- stymulowanie mechanizmów nieswoistej odpowiedzi immunologicznej[18]
  - produkcja naturalnych przeciwciał
  - dojrzewanie bariery jelitowej czyli wszelkich czynników chroniących przed zakażeniem lub niekorzystnym wpływem bakterii kolonizujących jelito[14]

## Bakterie probiotyczne w produktach mlecznych[19]
Fermentowane produkty mleczne dzięki zawartości probiotyków wzmacniają i pobudzają układ odpornościowy człowieka, degradują i rozkładają związki rakotwórcze, stanowią jeden z czynników zapobiegających osteoporozie. Bakterie zawarte w produktach mlecznych posiadają zdolność osiedlania się w przewodzie pokarmowym, hamowania rozwoju bakterii gnilnych i chorobotwórczych, obniżają ryzyko zachorowania na nowotwory jelit, przynoszą ulgę w dolegliwościach przewodu pokarmowego, obniżają reakcje alergiczne na mleko, regulują pracę przewodu pokarmowego u ludzi w podeszłym wieku oraz mają zdolność obniżania poziomu cholesterolu we krwi.
Aby szczep mógł być uznany za probiotyczny musi spełniać poniższe kryteria:
- posiadać dokładnie zidentyfikowane pochodzenie, gatunek, szczep
- posiadać badania in vitro potwierdzające bezpieczeństwo stosowania i mechanizmy działania szczepu
- posiadać badania in vivo na modelach zwierzęcych
- posiadać randomizowane, kontrolowane badania z podwójnie ślepą próbą z placebo na ludziach lub inne odpowiednio zaprojektowane badania spełniające międzynarodowe kryteria
- wykazywać odporność  na niskie pH i sole żółci, tj. przeżywalność przechodzenia przez przewód pokarmowy
- wykazywać antagonizm w stosunku do mikroorganizmów chorobotwórczych
- żywność probiotyczna powinna na opakowaniu zawierać szczegółową informację o zastosowanym probiotycznym szczepie bakterii tj. rodzaj, gatunek, szczep; informacje o minimalnej ilości żywych bakterii probiotycznych do daty końca przydatności do spożycia; informację o warunkach przechowywania produktu; kontakt dla konsumentów w celu uzyskania szczegółowych informacji dotyczących produktu.

Aby produkt mleczny można było uznać za probiotyczny powinien w jednym gramie zawierać co najmniej 10 mln jednostek Bifidobacterium lub 100 mln jednostek Lactobacillus.

## Bezpieczeństwo stosowania probiotyków[21]
Bakterie fermentacji mlekowej tradycyjnie wykorzystywane w procesie produkcji żywności uznawane są za bezpieczne. Efekty niepożądane, związane są ze stosowaniem preparatów probiotycznych, zależą głównie od szczepu i rodzaju preparatu w jakim są podawane. Działanie niepożądane odnotowuje głównie w stosunku do pacjentów poważnie chorych i tak przykładowo probiotyków nie powinno się podawać pacjentom z ostrym zapaleniem trzustki. Odnotowuje się również sporadyczne przypadki efektów ubocznych jak np. nadmierne gazowanie w jelitach, wzdęcia. U osób z uszkodzoną śluzówką lub z ciężkimi zaburzeniami odporności podawanie probiotyków może przyczynić się do wystąpienia infekcji.